# Super Mario Bros. 2
Ne doit pas être confondu avec Super Mario Bros.: The Lost Levels.
Super Mario Bros. 2 (ou Super Mario USA au Japon) est un jeu vidéo de plates-formes développé par Nintendo R&D4 et édité par Nintendo. Il sort sur Nintendo Entertainment System en 1988 en Amérique du Nord, en 1989 en Europe puis en 1992 au Japon.
Cet épisode n'est pas un jeu original puisqu'il s'agit de l'adaptation de Yume Kōjō: Doki Doki Panic, un jeu de Nintendo sorti au Japon sur Famicom Disk System en 1987. La première véritable suite à Super Mario Bros. est Super Mario Bros.: The Lost Levels (connu au Japon sous le nom de Super Mario Bros. 2) mais cet épisode n'étant pas sorti à l'époque en Occident, c'est cette adaptation qui a fait office de suite pour les Occidentaux.
Au vu de la popularité des jeux Mario, cet opus est réédité dans la compilation Super Mario All-Stars qui sort sur Super Nintendo en 1993 puis sur Game Boy Advance en 2001 sous le titre Super Mario Advance.
Une suite sortira en 1996 exclusivement au Japon sous le nom de BS Super Mario USA Power sur Satellaview,,.
Le jeu est intégré au mois de février 2019 au catalogue de jeux de Nintendo Entertainment System. Ce logiciel est proposé gratuitement pour les abonnés du Nintendo Switch Online.

## Histoire
Mario fait un rêve étrange dans lequel il grimpe un escalier et franchit une porte. Il se retrouve alors dans un monde appelé Subcon, et entend une voix l'implorant de sauver son monde du méchant Wart. Mario se réveille alors. 
Le lendemain, au cours d'une sortie avec son frère Luigi, la princesse Toadstool (Peach) et Toad, il leur raconte son rêve. 
Alors qu'ils font un pique-nique sur une montagne, ils aperçoivent une caverne. Ils y entrent et, à leur grande surprise, ils voient un escalier menant à une porte mystérieuse, comme dans le rêve de Mario. Les héros franchissent la porte et se retrouvent dans le Pays des Rêves, où ils devront vaincre Wart et ses sbires.

## Système de jeu
Le gameplay de Super Mario Bros. 2 ressemble à celui de Yume Kōjō: Doki Doki Panic, et est donc différent de celui de Super Mario Bros. La plupart des ennemis sont vaincus en leur jetant sur la tête un légume, un objet ou un autre ennemi ; Mario et ses amis ne peuvent pas tuer les ennemis en leur sautant dessus. Ce sera d'ailleurs le seul jeu de la série à transgresser cette règle.
Dans tous les niveaux on peut trouver des potions qui créent des portes. Elles peuvent conduire le joueur aux champignons (qui ajoutent un point d'énergie supplémentaire) et parfois aux warp zones qui mènent le personnage à un niveau différent, à condition de jeter la potion au bon endroit. C'est aussi à travers les portes que vous pourrez gagner des pièces.

### Déroulement
Le jeu se compose de 20 niveaux répartis en 7 mondes. Avant de commencer un niveau, le joueur choisit un personnage parmi Mario, Luigi, Toad et la princesse Toadstool (Peach). Les niveaux ne sont pas chronométrés.
À la fin de chaque niveau, le joueur doit affronter un mini-boss (Birdo la plupart du temps, à l'exception du niveau 4-1 où il n'y a pas de boss). Il existe quatre types de Birdo différents : rose, robot-géant (uniquement dans Super Mario Advance), rouge, et vert : le premier et le deuxième ne crachant que des œufs (le robot crachant des œufs géants), le troisième crachant les deux types de projectiles aléatoirement et à une cadence plus élevée, et le dernier ne crachant que des boules de feu. 
Dans la version originale sur NES, Birdo est nommé Ostro dans le générique de fin. À la troisième et dernière étape de chaque monde, le joueur affronte un boss différent et plus difficile.
Une fois un niveau terminé, le joueur participe à un jeu de jackpot dans lequel vous devrez dépenser toutes les pièces trouvées afin de gagner des vies supplémentaires.
Le joueur traverse différents environnements : décors verdoyants, désert, banquise, arbre géant, et enfin les nuages, où se situe le château de Wart.

### Personnages
Chaque personnage a des caractéristiques qui lui sont propres.
Mario est un personnage aux caractéristiques équilibrées, tant en puissance de saut qu'en force (comprendre : la vitesse pour déraciner et ramasser les objets) et en vitesse. 
Luigi dispose quant à lui d'une capacité de saut supérieure à celle de Mario et de tous les autres personnages, mais d'une force et une vitesse moyennes. 
Super Mario Bros. 2 introduit également pour la première fois dans la série Mario d'autres personnages, aux caractéristiques différentes. 
Toad, le serviteur de la princesse Peach est le plus rapide, et en dépit des apparences, le plus fort, mais sa puissance de saut est la plus faible de tous les personnages du jeu. 
Enfin, la princesse Toadstool (Peach) pâtit en apparence de capacités générales médiocres, mais dispose d'une capacité de saut unique qui la fait flotter quelques secondes dans les airs.
À noter que le jeu est entièrement réalisable en ne sélectionnant qu'un seul héros.

### Objets du jeu
Super Mario Bros 2 dispose d'un grand nombre d'objets utilisables par le joueur, autant pour sa survie que pour éliminer les monstres ou progresser. Une partie des objets sont cachées dans les plantes, et obtenus en les déracinant.
- Légumes non mûrs : composés d'une graine et de quelques feuilles, il ne servent que de projectiles.
- Légumes mûrs : ils ressemblent à un navet, une carotte, etc. et servent également de projectiles. Lorsque le joueur déracine son cinquième légume mûr, il obtient un chronomètre à la place.
- Chronomètre : obtenu en déracinant cinq légumes mûrs, le chronomètre arrête temporairement le temps pour tous les ennemis à l'écran. Une musique retentit le temps du chronomètre. Les éléments du décor (comme les bûches tombant d'une cascade) ne sont pas immobilisés.
- Potion magique : lancée sur le sol, elle fait apparaître une porte menant à la zone noire (un endroit où le décor est sombre et inversé, avec une musique propre). C'est le seul moyen d'obtenir des pièces et des champignons, et d'utiliser les warps. Le joueur ne peut rester que quelques secondes de l'autre côté, et doit donc se dépêcher de récupérer champignon et pièces. La porte créée disparaît après le retour dans le monde normal.
- Champignon : trouvable uniquement dans la zone noire, il augmente le nombre de points de vie du joueur de un point (les losanges à gauche de l'écran), et il y en a deux par niveau. Au début, les champignons sont à proximité de la potion magique, mais il faudra parfois casser des blocs avec des bombes, ou placer la porte à un endroit particulier. Le champignon n'apparaît qu'une fois à un endroit donné. Si le joueur échoue à le récupérer, le champignon sera absent s'il réessaie d'ouvrir une porte au même endroit.
- Pièces : trouvable uniquement dans la zone noire en déracinant les plantes, elles permettent de jouer à la machine à sous, à la fin d'un niveau, pour gagner des vies supplémentaires. Il n'est possible de récupérer des pièces que deux fois par niveau. En tentant de déraciner des légumes une troisième fois dans la zone noire, les plantes déracinées donneront des légumes non mûrs à la place.
- Cerises : Elles sont situées en l'air, un peu partout dans les niveaux. En récupérant la cinquième cerise, une étoile apparaît à l'écran.
- Étoile : Lorsque le joueur la récupère, il devient invulnérable pendant quelques secondes, à la manière des autres jeux Mario.
- Cœur : le cœur redonne un point de vie au joueur. Il apparaît à l'écran après avoir éliminé plusieurs ennemis.
- Bloc POW : c'est un objet que l'on peut ramasser à l'écran. Lorsque le joueur le jette au sol, il fait trembler tout l'écran, et élimine les ennemis visibles qui sont au sol.
- Bombes : on les trouve en déracinant des plantes. Elles explosent quelque temps après avoir été récupérées, et peuvent détruire les ennemis et les blocs. Il est possible de les ramasser et de les relancer. Contrairement aux autres objets, le joueur peut les poser à ses pieds au lieu de les lancer.
- Carapace de Koopa : assez rare, également trouvables dans les plantes. La carapace avance et élimine les ennemis rencontrés, jusqu'à heurter le décor ou tomber dans un trou.
- Clés : gardées par Phanto, elles permettent d'ouvrir les portes verrouillées. La difficulté consiste à récupérer la clé et à l'amener jusqu'à la porte verrouillée, en survivant au niveau et à Phanto. Si le joueur ne la porte pas, la clé clignote, puis finit par disparaitre et retourner à sa position de départ. Tant que le joueur porte la clé, Phanto le suit et essaie de le toucher.
- Champignon-rocher : ce sont des blocs empilables, ressemblant un peu à des champignons. Ils peuvent bloquer le passage, ou servir à éliminer les Birdos crachant du feu. Ils arrêtent les boules de feu.
- 1-Up : Obtenues en déracinant les objets. Une vie est ajoutée au compteur du joueur.

### Ennemis
La grande majorité des ennemis de Super Mario Bros. 2 sont exclusifs à ce Mario, à l'exception de Birdo, Maskass, Bob-omb, Ninji et Pokey que l'on retrouve dans d'autres jeux. Bob-omb est aussi vu dans les autres jeux Mario, les plus connus sont Super Mario Bros. 3 et Super Mario 64.

### Boss
Super Mario Bros. 2 comporte un boss à la fin de chaque monde.
- Mouser : une souris géante avec des lunettes de soleil. Il garde les mondes 1 et 3. Sa spécialité consiste à balancer des bombes sur ses adversaires.
- Triclyde : un serpent à trois têtes qui garde les mondes 2 et 6. Il crache beaucoup de boules de feu.
- Fryguy : une flamme géante qui garde le monde 4 et crache du feu. Après avoir subi des dégâts, elle se scinde en plusieurs petites flammèches.
- Clawgrip : un crabe géant qui garde le monde 5, adepte du lancer de rochers.
- Wart : le boss de fin, qui crache des bulles d'eau et déteste les légumes.

## Développement du jeu

### Le «faux»Super Mario Bros. 2
Le jeu se nomme à l'origine Yume Kōjō: Doki Doki Panic, et les héros ne sont pas Mario, Luigi, Toad et Peach, mais des personnages d'une émission japonaise pour enfants diffusée sur la chaîne Fuji TV. Ces personnages se nomment Imajin, Mina, Mama et Papa. Le jeu est développé par l'équipe de développement de Shigeru Miyamoto, le concepteur de Super Mario Bros..
Le véritable Super Mario Bros. 2 est quant à lui sorti en 1986 sur Famicom Disk System, mais s'avère être un épisode particulièrement difficile destiné aux joueurs ayant terminé le premier volet. Lors de la sortie de la NES aux États-Unis, Nintendo of America s'est posé la question de sortir ou non Super Mario Bros. 2, mais estimait que le jeu ne correspondait pas à ses attentes, et qu'il leur fallait un jeu plus accessible pour le jeune public qui avait porté au triomphe Super Mario Bros..
Nintendo ne peut en revanche proposer un volet spécifiquement destiné au marché occidental, ce d'autant plus qu'en 1988, Shigeru Miyamoto travaille sur Super Mario Bros. 3. Nintendo propose alors le jeu Yume Kōjō: Doki Doki Panic, en remplaçant les héros par Mario, Luigi, Toad et Peach. Nintendo of America, séduit, accepte la proposition et ainsi sort le Super Mario Bros. 2 connu en occident.

### Différences avecYume Kōjō: Doki Doki Panic
Bien que Super Mario Bros. 2 soit une adaptation du jeu d'origine, Yume Kōjō: Doki Doki Panic, des modifications ont dû être opérées, même si elles demeurent minimes. Évidemment, les histoires sont différentes, mais les deux jeux restent globalement identiques, l'intégralité des décors et niveaux de Doki Doki Panic étant reprise dans Super Mario Bros. 2.
Cependant, le déroulement des jeux n'est pas similaire. Alors que Doki Doki Panic ne permet pas de changer de personnage en cours de partie — chacun des quatre héros suivant sa propre route —, Super Mario Bros. 2 offre la possibilité de sélectionner un autre personnage entre chaque niveau. Ainsi, alors qu'il faudra terminer le jeu avec tous les personnages dans Doki Doki Panic, cela ne sera pas nécessaire dans Super Mario Bros. 2. Seul Clawgrip, le boss du cinquième niveau de Super Mario Bros. 2, n'était pas encore présent dans Doki Doki Panic.
L'autre différence notable concerne la possibilité de courir. Les héros de Doki Doki Panic n'ont pas cette faculté, et elle a dû être ajoutée dans Super Mario Bros. 2, les joueurs étant habitués à ce que Mario puisse courir. Par conséquent, Super Mario Bros. 2 est plus facile que Doki Doki Panic.
Les musiques du jeu sont pour l'essentiel les mêmes, mais les quelques différences s'expliquent par l'ajout de thèmes repris de Super Mario Bros., comme dans l'écran-titre de Super Mario Bros. 2 (reprise du thème aquatique) ou la dimension parallèle (thème principal de Super Mario Bros.).

À noter également que la partition musicale du thème principal de Super Mario Bros. 2 est plus longue que celle de Yume Kōjō: Doki Doki Panic, bien que s'appuyant sur cette dernière.

Le thème de l'écran-titre de Doki Doki Panic sera quant à lui repris dans le générique de fin de Super Mario Bros. 2.
Super Mario Bros. 2 a apporté quelques retouches graphiques mineures à Doki Doki Panic, notamment de rares ennemis (le masque gardien des clés du nom de Phanto) et les objets caractéristiques de l'univers Mario (apparition de la carapace Koopa et des champignons). À noter que certains objets présents dans Doki Doki Panic sont tirés du premier Super Mario Bros., comme l'étoile d'invincibilité et les pièces que l'on trouve dans le sous-espace. Cependant, la musique d'invincibilité dans Doki Doki Panic est différente du thème d'invincibilité de la série Super Mario. Pour finir, le bruitage des pièces dans ce jeu est identique à celui de Super Mario Bros.

## Rééditions
Super Mario Bros. 2 est d'abord ressorti au Japon en 1992 sous le nom de Super Mario USA. Hormis le titre différent, aucune modification n'a été apportée au jeu tel qu'il est sorti en Amérique du Nord et dans le reste du monde. En 1993, le jeu fait également partie de la compilation Super Mario All-Stars, sortie sur Super Nintendo. Les graphismes ont été refaits et la musique recomposée ; la possibilité de sauvegarder apparaît.
Une arène de Super Smash Bros. Melee s'inspire du premier niveau de Super Mario Bros. 2 dans sa version All-Stars.

### Super Mario Advance
Super Mario Advance (スーパーマリオアドバンス, en version originale japonaise) est un portage de Super Mario Bros. 2 dans sa version de Super Mario All-Stars sorti en 2001 sur Game Boy Advance. Il figurait parmi les jeux disponibles lors du lancement de cette console. La cartouche incluait également le jeu d'arcade Mario Bros..

Logo de Super Mario Advance.

Quelques modifications ont été apportées : le boss du sixième monde est Mouser et non plus Tryclyde ; les personnages jouables ont une voix, tout comme les boss ; il y a dans chaque niveau cinq pièces rouges A (si toutes sont recueillies, le jeu donne une vie supplémentaire au joueur) ; il est possible d'avoir cinq cœurs au lieu de quatre ; une fois Wart battu, on peut trouver des œufs de Yoshi, qui éclosent lorsque tous les œufs du monde sont trouvés.
Ce portage reçoit la note de 15/20 sur Jeuxvideo.com.

## Héritage
De nombreux ennemis feront des apparitions dans d'autres jeux de la série Mario. On verra ainsi les Maskass dans la série Yoshi's Island, Luigi's Mansion ou encore Mario Kart DS ; les Pokeys dans Super Mario 64, Paper Mario, Super Mario World et New Super Mario Bros ; et les Ninjis dans Super Mario World et Paper Mario. Les Bob-ombs seront quant à eux présents dès Super Mario Bros. 3, officialisant du même coup Super Mario Bros. 2 comme un épisode à part entière de la série, ainsi que dans la plupart des jeux Mario (notamment Super Mario 64 et Super Mario Galaxy).
Le boss Birdo sera repris dans de nombreux jeux multijoueurs comme Mario Tennis ou Mario Kart Wii. Wart apparaît quant à lui dans The Legend of Zelda: Link's Awakening, où il apprend à Link un air d'ocarina. Les autres boss ne feront pas d'autres apparitions dans les différentes séries Mario.
L'épisode peut être considéré comme un hors-série, en atteste le nom japonais du jeu (Super Mario USA). Néanmoins, il conserve un certain impact sur l'ensemble de la série, essentiellement dû à la reprise de nombreux ennemis. La capacité de flotter dans les airs de Peach, caractéristique de la princesse apportée par ce Super Mario Bros. 2, sera également reprise chaque fois qu'il sera possible de la contrôler (Super Smash Bros. Melee, Super Paper Mario, Super Smash Bros. Brawl, Super Princess Peach, Super Mario 3D World , Super Smash Bros. for Nintendo 3DS / for Wii U et Super Smash Bros. Ultimate). Les navets sont de retour dans Captain Toad: Treasure Tracker et leur fonction n’a pas changé.